# La Vénitienne (téléfilm)
Pour les articles homonymes, voir La Vénitienne.
La Vénitienne est un téléfilm franco-finlandais réalisé par Saara Saarela en 2009.

## Synopsis
Une vieille femme est assassinée. Des inscriptions sur les murs laissent entendre qu'elle a été l'objet d'une vengeance liée au lointain passé de la guerre et de la Résistance.
L'inspecteur Michel Masselot, policier de la brigade criminelle parisienne, est chargé de l'affaire. Son enquête va le mettre sur la piste d'une affaire de rétro-commissions sur des ventes d’armes à laquelle Lectoure, un ancien ministre, serait mêlé.
Lorsque Masselot commence à saisir les véritables raisons du meurtre, le filet autour de lui se resserre et on n’hésite pas à recourir à des moyens de plus en plus durs pour perturber son enquête. 

## Fiche technique
- Titre : La Vénitienne
- Réalisation : Saara Saarela
- Scénario :  Gilles Perrault et Daniel Psenny
- Production : Jacques Kirsner
- Musique : Siegfried Canto
- Genre : Policier, Thriller politique
- Durée : 90 min

## Distribution
- Thierry Frémont : Masselot
- Hélène Seuzaret : Martine
- Catherine Samie : Maryvonne Levasseur
- Laurent Bateau : Froment
- Laurent Terzieff : Lectoure
- Lasse Pöysti : Nathan Burnstein
- Romain Coindet : Helie Burnstein
- Ada Grudzinski : Sarah
- Brigitte Catillon : Monique Bergame
- Maxime Roger : le Résistant
- André Marcon : Le patron de la Crim'
- Claudia Tagbo : le Lieutenant Maguy
- Hélène de Saint-Père : Brigitte Masselot
- Arielle Moutel : Sara Masselot

## Tournage
Le film a été tourné du 16 novembre au 10 décembre 2009 à Paris et dans la région parisienne.

## Récompense
- Meilleure interprétation masculine pour Thierry Frémont au Festival de la fiction TV de La Rochelle 2010[1].